# Võipere
Võipere – wieś w Estonii, w prowincji Virumaa Zachodnia, w gminie Kadrina.